# Cow & Calf
Cow & Calf zijn twee kleine eilanden, die behoren tot de eilanden van Sint Maarten. De eilanden zijn onbewoond.
Cow & Calf worden zelden bezocht door duikers, omdat ze erg afgelegen liggen. In de wintermaanden is het gezang van bultruggen op het eiland te horen. Rond de rotspunten liggen koraalriffen die in uitstekende conditie zijn, en voornamelijk uit velden van zachte koralen bestaan.
Aruba · Bonaire · Curaçao · Saba · Sint Eustatius · Sint Maarten — Cow & Calf · Green Island · Hen & Chickens · Klein Bonaire · Klein Curaçao · Molly Beday · Palmeiland · Pelikan Key · Renaissance Island 

Zie ook: Caribisch Nederland